# Radio Österreich International

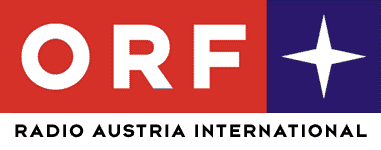
RÖI-Logo (1992–99)

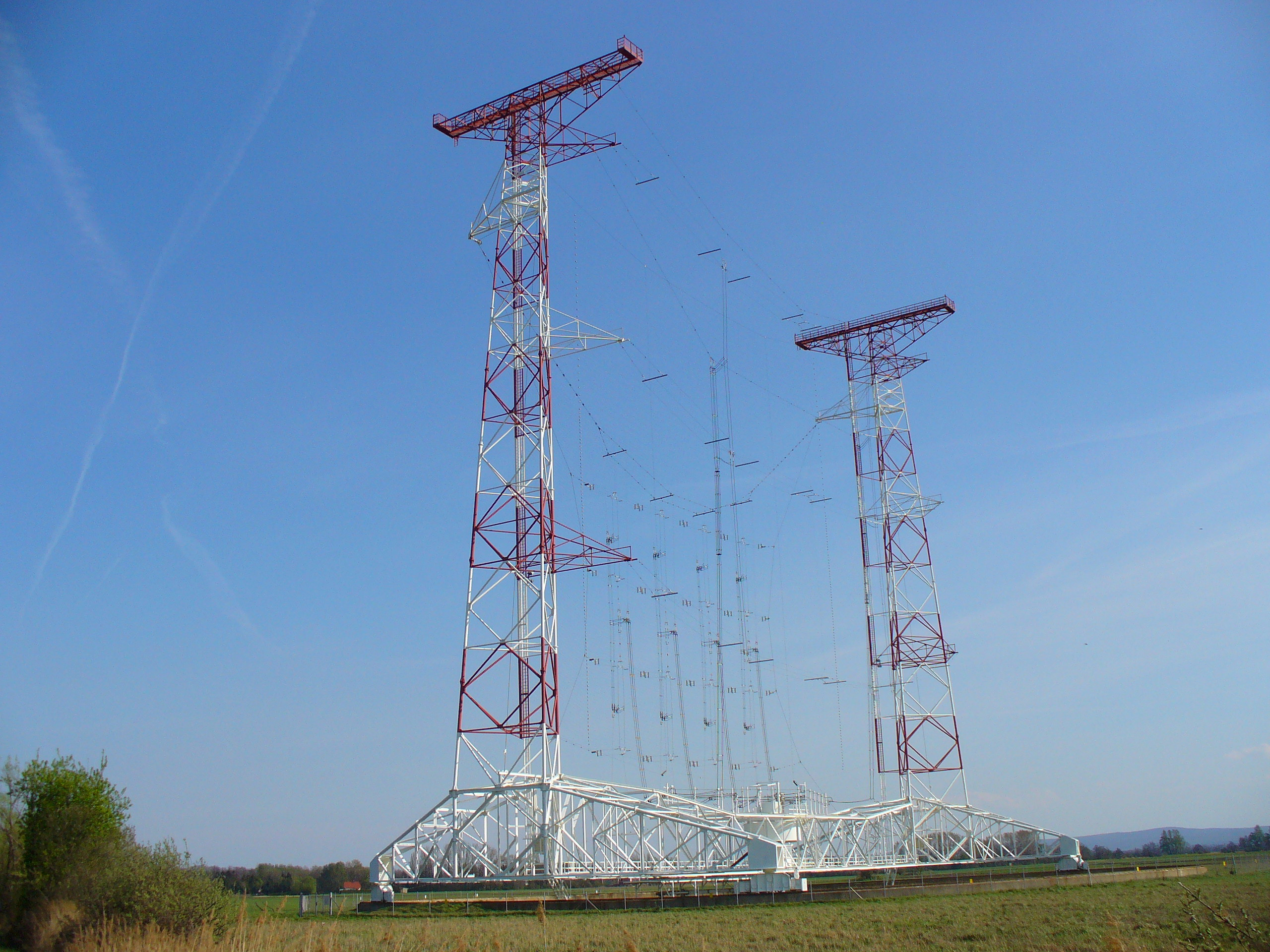
Sendeantenne in Moosbrunn

Radio Österreich International (kurz: RÖI) war ab 1985 der Name des von 1955 bis 2003 bestehenden Auslandshörfunkprogramms des Österreichischen Rundfunks (ORF).

## Geschichte

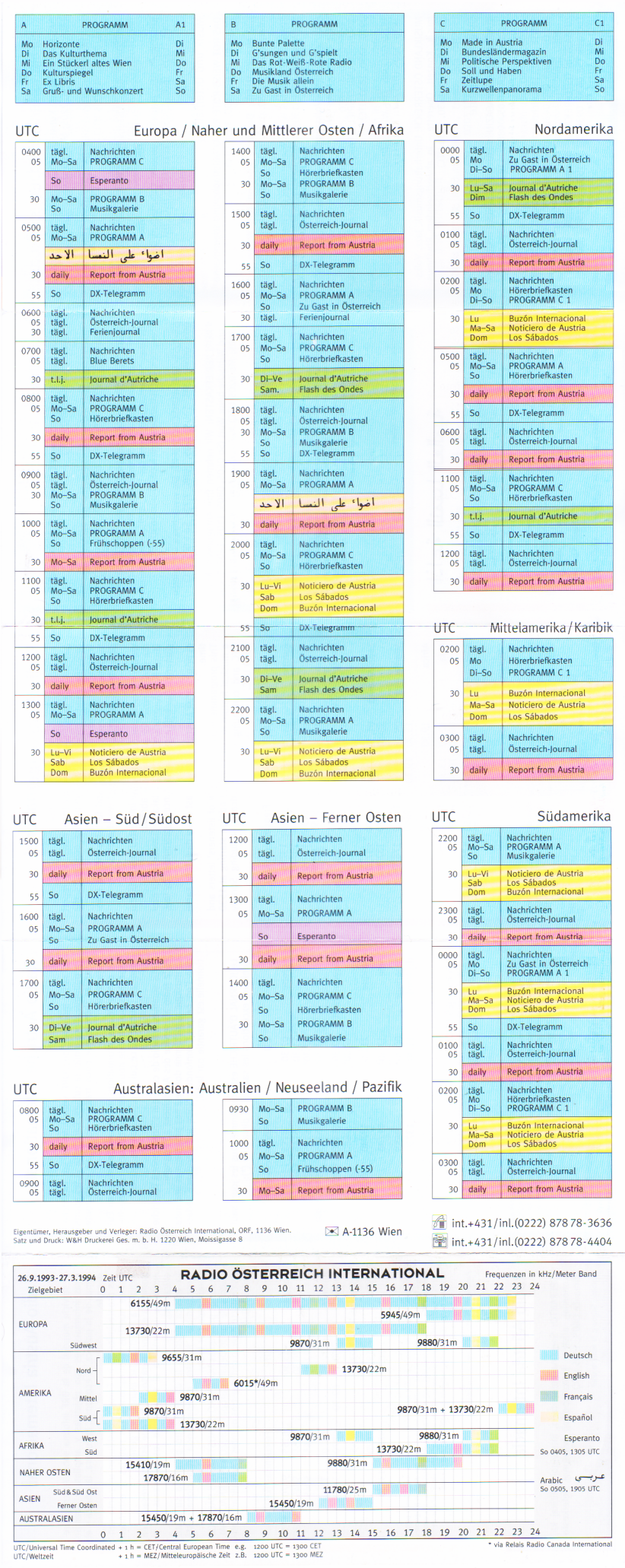
RÖI-Programm 1993/94

Regelmäßige Versuchssendungen der RAVAG auf Kurzwelle begannen am 29. April 1929 über einen Sender auf dem Wiener Rosenhügel. Nach einer Unterbrechung wurden die Sendungen im Februar 1932 wieder aufgenommen, nun auch mit Ansage in deutscher, englischer und französischer Sprache. Von 1938 bis 1945 gab es keine KW-Rundfunksendungen aus dem Gebiet Österreichs. Nach dem Zweiten Weltkrieg nutzten neben der RAVAG zeitweise auch die Sendergruppen West und Rot-Weiß-Rot Kurzwellen.
Im Jänner 1955 begann der Kurzwellendienst des Österreichischen Rundfunks; neben Deutsch wurden Englisch und Französisch zu Sendesprachen. Im Dezember 1959 nahm das Kurzwellen-Sendezentrum im niederösterreichischen Moosbrunn südöstlich von Wien den Betrieb auf. Nach dem Rundfunkgesetz 1966 trug der Bund die Finanzierung des Auslandsdienstes, und Moosbrunn konnte ausgebaut werden. Mit dem Vollbetrieb von Moosbrunn Anfang der 1970er-Jahre kam Spanisch als Sendesprache hinzu; es folgten Esperanto (1975) und deutschsprachige Sendungen für die österreichischen Friedenstruppen („Blue Berets“, z. B. am Golan). 1976 zog die Redaktion in das ORF-Zentrum Küniglberg. Die Stationsansage auf Deutsch war „Österreich auf Kurzwelle“, während man in Englisch bei „Austrian Short Wave Service“ blieb; 1985 erfolgt die Namensänderung in Radio Österreich International (RÖI). 1988 begann eine Kooperation mit Radio Canada International. 1989 wurde Arabisch sechste Sendesprache. Ab 1995 war RÖI in Europa auch via Astra Digital Radio zu empfangen. 1999 beteiligte sich RÖI an Radio 1476 (Aktion Nachbar in Not, Kosovokrieg).
Im Jahr 2000 musste die Redaktion wieder zurück in das Funkhaus Argentinierstraße ziehen. Das RÖI-Budget wurde von 166 Mio. Schilling im Jahr 1999 auf 140 Mio. im Jahr 2000 und 90 Mio. im Jahr 2001 gekürzt. Mit Beginn des Jahres 2002 zog sich der Bund aus der Finanzierung zurück, und der Auslandsdienst wurde zu einer freiwilligen Aufgabe des ORF. Die Sprachangebote auf Arabisch und Esperanto wurden eingestellt, die deutschen Sendungen größtenteils vom Inlandsrundfunk übernommen. Im März 2003 wurde RÖI mit dem Concordia-Preis für das Jahr 2002 in der Kategorie Pressefreiheit ausgezeichnet.
Am 26. März 2003 entschied der ORF-Stiftungsrat – gegen die Proteste etlicher Hörer im In- und Ausland und der Mitarbeiter –, den eigenständigen Sendebetrieb von RÖI aus finanziellen Gründen einzustellen, was mit Ablauf des 30. Juni 2003 vollzogen wurde. An die Stelle von RÖI trat bis Ende 2009 Ö1 International, dann Ö1 (Morgenjournal). Die Ansage auf Kurzwelle lautete weiterhin „Radio Österreich International“ auf Deutsch, Englisch, Französisch und Spanisch, unterlegt mit dem Donauwalzer. Im Hinblick auf den Rückzug von Adventist World Radio auch aus Moosbrunn war der ORF am 19. Oktober 2024 letztmalig über Kurzwelle zu hören.

## Programm
Es wurden zahlreiche Sendungen in vielen verschiedenen Sprachen ausgestrahlt, die weltweit eine große Stammhörerschaft aufweisen konnten.
Zu den bekanntesten Formaten zählten z. B.:
- Österreich-Journal (mehrmals täglich)
- Intermedia (seit 4. April 1997, Nachfolger des 1974 begonnen Kurzwellenpanoramas von Wolf Harranth)
- Bundesländermagazin
- Report from Austria; Journal d'Autriche; Noticiero de Austria; اضواء على النمسا

Die aktuellen Berichte für die Informationsmagazine bezog der Sender beim Inlandsrundfunk ORF.

## Intendanten
Intendanten von RÖI waren:
- 1969–1987 Alfred Macher
- 1987–1998 Paul Lendvai
- 1998–2002 Roland Machatschke

## Andere fremdsprachige Sendungen des ORF
Auf FM4 gibt es noch Kurznachrichten in englischer Sprache.
Die französischsprachigen Kurznachrichten am Vormittag auf FM4 und am Ende des Ö1-Mittagsjournals wurden Anfang Jänner 2019 eingestellt; die englischsprachigen Kurznachrichten am Ende des Ö1-Mittagsjournals im September 2024.